# Hyponephele maroccana
Hyponephele maroccana är en fjärilsart som beskrevs av Blanchier 1908. Hyponephele maroccana ingår i släktet Hyponephele och familjen praktfjärilar. Inga underarter finns listade i Catalogue of Life.